# Sebastes spinorbis
Sebastes spinorbis är en fiskart som beskrevs av Chen, 1975. Sebastes spinorbis ingår i släktet Sebastes och familjen kungsfiskar. Inga underarter finns listade i Catalogue of Life.